# Diplodasys remanei
Diplodasys remanei är en djurart som tillhör fylumet bukhårsdjur, och som beskrevs av Chandrasekara Rao och Ganapati 1968. Diplodasys remanei ingår i släktet Diplodasys och familjen Thaumastodermatidae.
Artens utbredningsområde är Indiska oceanen. Inga underarter finns listade i Catalogue of Life.